# Escadaria do Grajaú

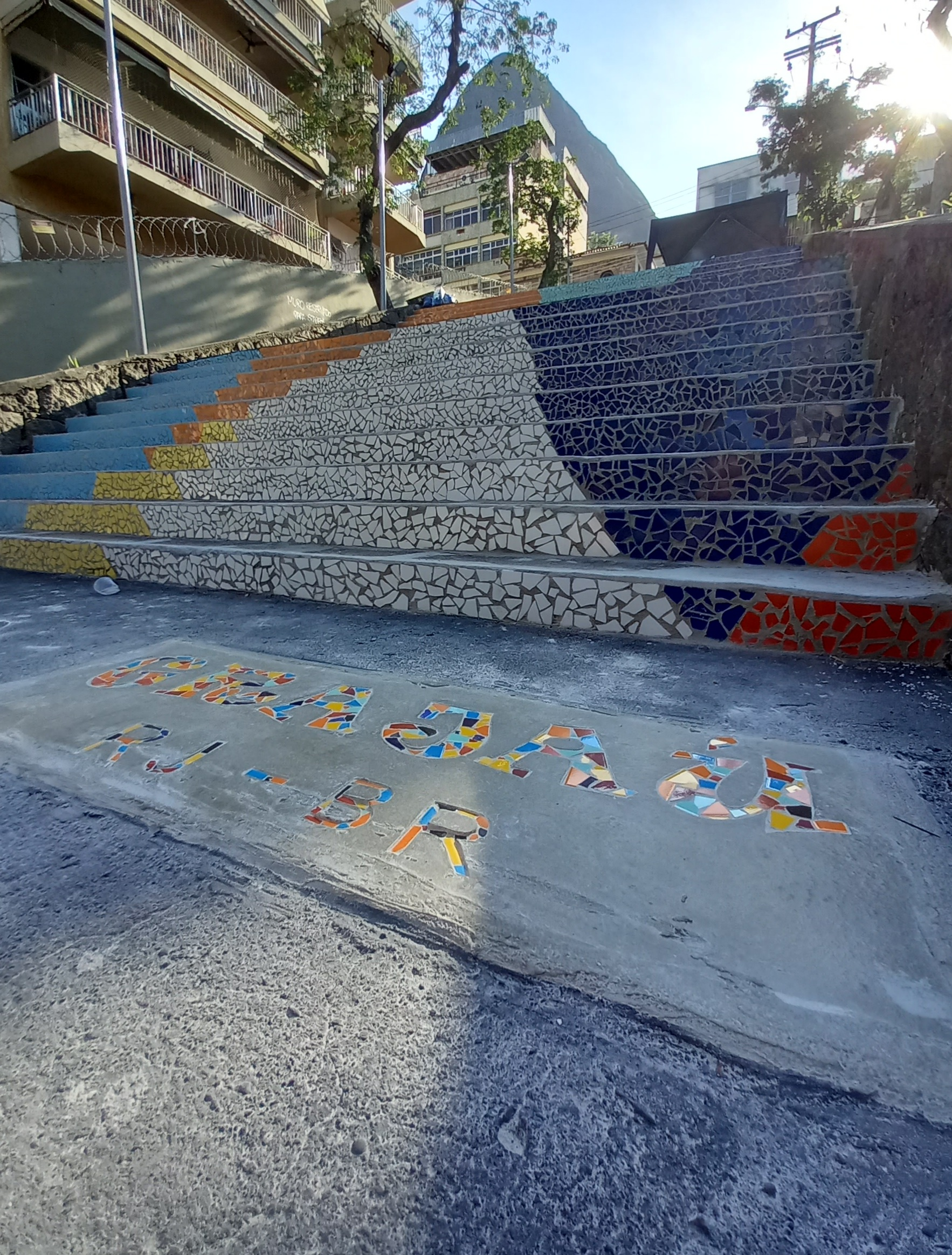
Escadaria do Grajaú

Em Atração turística, Escadaria do Grajaú é...

## Resumo
A Escadaria do Grajaú é uma obra arquitetônica localizada no bairro do Grajaú, na cidade do Rio de Janeiro – RJ, Brasil, decorada por mosaicos criados pelo arquiteto Brasileiro Rafael Vasconcelos, idealizada pelo Pastor Francisco Ribeiro e executada por sete voluntários a convite do Subprefeito da Grande Tijuca - Wagner (Gestão do Prefeito Eduardo Paes).

## História

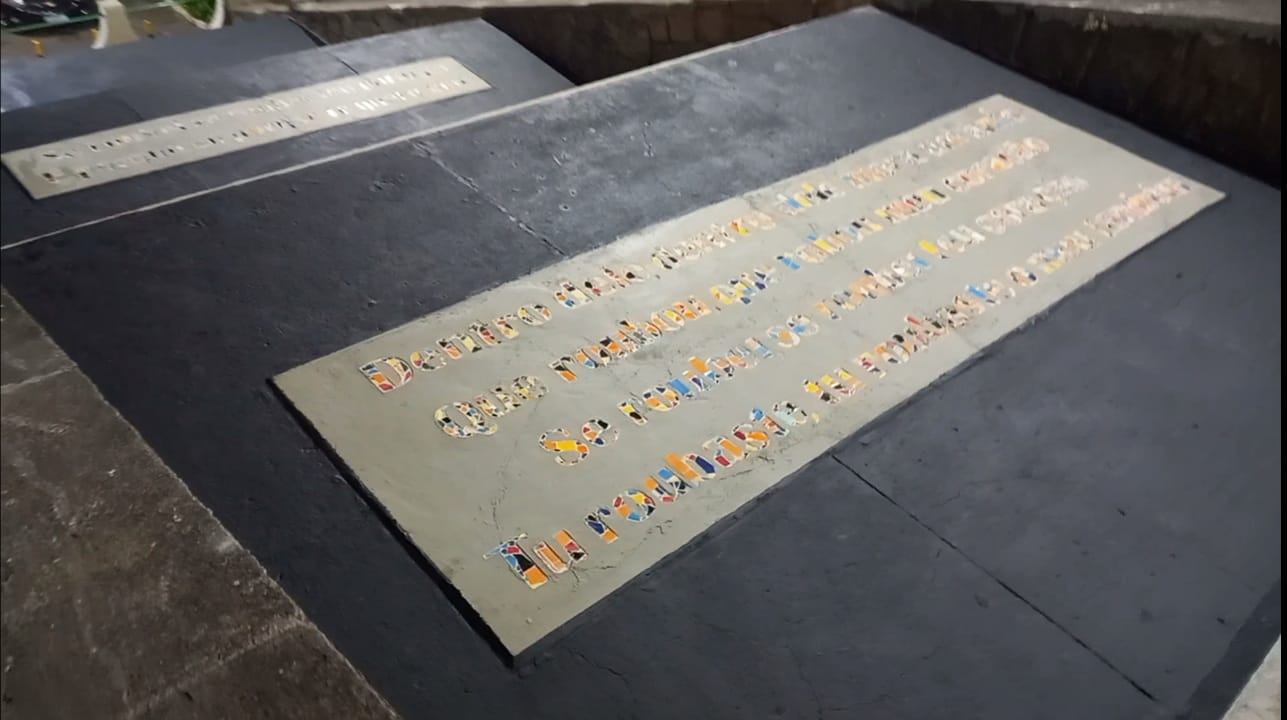
Letra da música "Se Essa Rua Fosse Minha"

Em 2018 o Pr. Francisco Ribeiro, morador da Tijuca, juntou-se ao Arquiteto Rafael Vasconcelos e alguns moradores locais para transformar em jardim um antigo lixão que ficava ao lado da Escadaria da Rua Senador Mário Ramos na Tijuca, bairro da Zona Norte do Rio de Janeiro. Esta intervenção foi realizada com trabalho voluntário, utilizando materiais doados pelos próprios moradores e alguns empresários. Após a revitalização deste local com a criação de jardins irrigados por um sistema autossustentável, a escadaria começou a ser ornada com um grande mosaico planejado para seus 211 espelhos. A inspiração foi a Escadaria Selarón, e a ideia era tornar o lugar conhecido e, consequentemente, preservado. O trabalho foi retomado apenas em 2021, após uma interrupção de cerca de dois anos em razão da pandemia de COVID-19, quando passou a contar com a ajuda do Subprefeito da Grande Tijuca, Wagner Coe – a pedido do Arquiteto Rafael Vasconcelos e do Pastor Francisco Ribeiro. O resultado na Escadaria da Rua Senador Mário Ramos foi tão positivo que o Subprefeito Wagner Coe propôs que o Arquiteto Rafael Vasconcelos e o Pastor Francisco Ribeiro realizassem a revitalização de um novo espaço público: a Escadaria do Grajaú - que se encontrava em péssimo estado de conservação. Este novo projeto seguiu os moldes do anterior, ou seja: trabalho voluntário sustentado por doações. Iniciado em 04 de setembro de 2021, o projeto de revitalização da Escadaria do Grajaú foi dividido em duas etapas. A primeira consistiu no processo de colagem dos cacos de azulejos, que teve as primeiras peças assentadas pelas mãos do Pastor Francisco Ribeiro, acompanhado pelo Arquiteto Rafael Vasconcelos e pelo Sr. Luiz Nóbrega (amigo e vizinho do pastor). Esta etapa estendeu-se por mais 18 encontros, durante os quais quatro novos voluntários integraram o grupo original. Três destes novos voluntários eram moradores do Grajaú: Rafael Alencar, Khonan Ian Gamba e Márcio Loureiro. O quarto voluntário foi Pedro Alfredo - angolano e morador do Bairro Rio Comprido. Este grupo trabalhava nos finais de semana e feriados, com jornadas de trabalho voluntário de até 14 horas sob o forte sol carioca e até mesmo sob chuva. A inauguração da Escadaria do Grajaú ocorreu no dia 05 de dezembro de 2021, após três meses de trabalho intenso e sob as condições climáticas as mais diversas. O processo de revitalização gerenciado pela Subprefeitura da Grande Tijuca contou com a colaboração de algumas empresas públicas do município. A subprefeitura realizou a instalação de nova iluminação em LED - executada pela Rio Luz; a recuperação das camadas danificadas de concreto; a pintura do meio fio e a poda de árvores pela COMLURB, além do plantio de mudas pela Fundação Parques e Jardins. As paredes laterais das escadarias ganharam pinturas em grafite por toda sua extensão – o que conferiu um toque de jovialidade ao espaço. Um detalhe adicional faz desta escadaria um local de múltiplas experiências culturais: a letra da música “Ciranda Número 11” de autoria de Heitor Villa-Lobos, popularmente conhecida como “Se essa rua fosse minha”, foi grafada ao longo dos degraus, permitindo ao transeunte uma imersão sensorial particular na medida em que desce a escadaria lendo (e cantando!) esta tradicional música brasileira, muito presente no sentimento cultural nacional. 

## A Escadaria

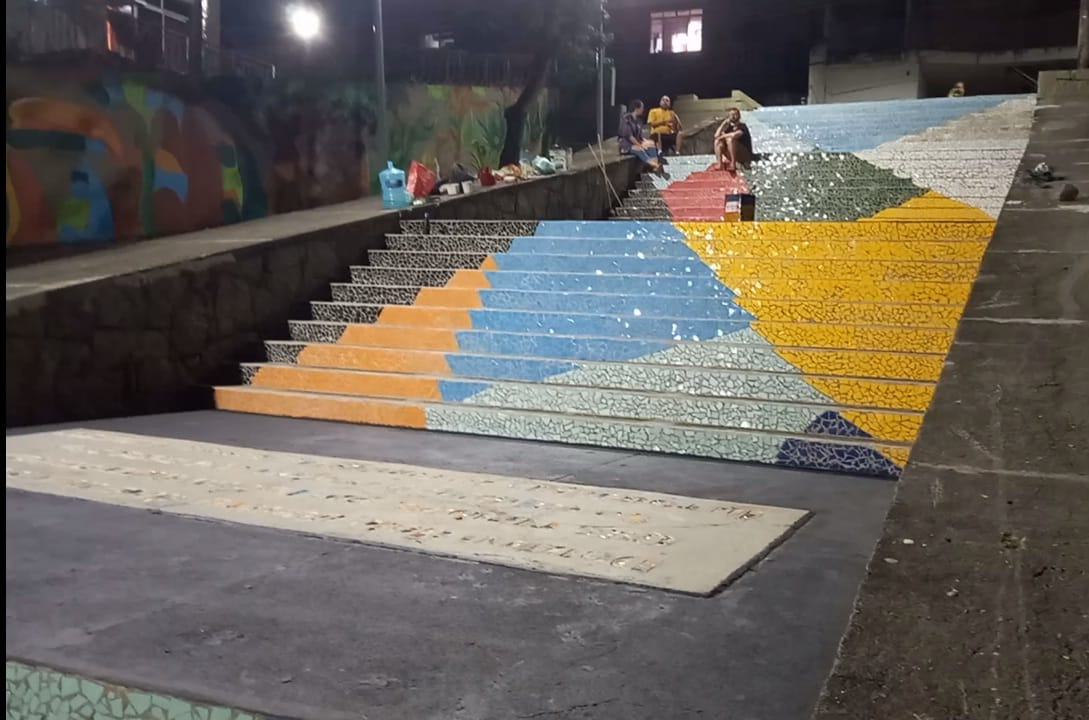
Escadaria Noite

A Escadaria do Grajaú, também conhecida como Escadaria da Rua Itabaiana, fica localizada no bairro do Grajaú, Zona Norte da cidade do Rio de Janeiro. Está a apenas 10 minutos a pé do antigo Jardim Zoológico da Cidade do Rio de Janeiro e a cerca de 200 metros do acesso à Reserva Florestal do Grajaú - onde fica o famoso Pico do Perdido. Contando com 71 degraus de 6 metros de largura na sua maior parte, possui um grande painel em mosaico estampado por cacos de azulejos nos espelhos, formado por figuras geométricas nas mais diversas cores e em seus patamares encontra-se estampado em baixo-relevo a letra da música “Ciranda Número 11” de autoria de Heitor Villa-Lobos, popularmente conhecida como “Se essa rua fosse minha”, letra esta também estampada em mosaico formado por pequenos cacos de azulejos, totalizando cerca de 50 mil cacos colados por toda a escadaria. Vislumbrando o melhor ângulo para registro de imagens que contemplem a escadaria e o Pico do Perdido ao fundo, encontra-se estrategicamente gravado em mosaico, em seu acesso e no segundo patamar, para quem sobe a escada, o nome do bairro e os dizeres “Bem Vindo! ”. Nas laterais da escadaria existem jardins com árvores frutíferas, ipês e outras espécies em desenvolvimento. Os muros do entorno receberam belíssimos grafites que aludem a figuras da fauna e da flora local, de autoria dos artistas de grafite “Dum” - Eduardo, “Elli” - Luigi , “Gut” e “Mus” - Mateus França, completando o que pode ser definido como uma verdadeira galeria a céu aberto, disponível a visitação 24 horas por dia, e que ganha um charme especial ao anoitecer quando, sob a iluminação em LED dos postes, as cores dos cacos aplicados na escadaria refletem um brilho encantador. 